# Kraljeva peć
Kraljeva peć, na nekim planinarskim zemljovidima kao Balića pećina je pećina na sjevernoj strani planine Mosora. Do nje se dolazi iz Dugopolja pješačenjem prema zaseoku Balići-Džakići. Prateći planinarsku markaciju stiže se do nje nakon 20 minuta laganog uspona. Ulaz u pećinu širok je oko 40 metara i visok 20 do 30 metara. Od ulaza do dna pećine je oko 110 metara. Dio je prekriven grmljem i inim raslinjem. Pećinskih ukrasa nema mnogo. Staze unutar pećine još uvijek nije se uredilo. Ipak, prosječnom planinaru usprkos tome dobar dio je dostupan laganim spuštanjem uz rub dvorane. Veliki ulazni svod pećine skriva grmlje i nisko drveće.
Pećinsku faunu tvori nekoliko zanimljivih zajednica. Za svoj su ju dom izabrale podivljale kultivirane pčele iz košnice, čije su radilice stanište sagradile visoko i u hladu kamena. Stanište je i dviju vrsta endemskih puževa. U Kraljevoj peći otkriven je novi rod i nova vrsta stonoge Massarilatzelia dugopoljica, o čemu je opisano i objavljeno u jednome znanstvenom časopisu. Stanište je sove i osam vrsta šišmiša.

## Vanjske poveznice
- Total Croatia News  Arhivirana inačica izvorne stranice od 11. kolovoza 2019. (Wayback Machine) Paul Bradbury: Kraljeva peć, Dugopolje (engleski)
- Zenodo Makarov, Slobodan E.; Ćurčić, Božidar P. M.; Tomić, Vladimir T.; Rađa, Tonći; Rađa, Biljana; Ćurčić, Srećko B.; Mitić, Bojan M.; Lučić, Luka R.: FIGURE 1 in Revision of the family Heterolatzeliidae (Diplopoda, Chordeumatida) 31. prosinca 2011., DOI 10.5281